# 학교폭력예방법상의 재심제한사건
학교폭력예방법상의 재심제한사건은 학교폭력예방및대책에관한법률 제17조 제7항 등 위헌확인에 대한 대한민국 헌법재판소 판례이다.

## 사실관계
청구인은 학교폭력가해학생으로 지목되어 학교폭력대책자치위원회로부터 서면사과, 보복행위의 금지, 특별교육이수 또는 심리치료, 출석정지 10일 등의 조치를 받았고 청구인과 그의 어머니는 이 조치와 관련하여 학교폭력예방 및 대책에 관한 법률이 자신들의 기본권을 침해한다고 주장하며 헌법소원심판을 청구하였다.

## 결론
기각, 각하

## 이유

### 제한되는 기본권
행정심판의 전심인 시도학생징계조정위원회의 심사를 받는 것을 의미하는 것으로, 이는 사법절차에 해당하지 아니하므로 재판을 받을 권리의 침해 문제를 발생시킨다고 볼 수 없다.
가해학생 보호자의 의견 진술 기회가 제한되는 것은 행복추구권 등에 근거한 학부모의 자녀교육권 침해 문제를 발생시킨다. 가해학생측에서는 전학과 퇴학의 경우에만 재심을 허용하고 있다는 점에서 평등권 침해 여부가 문제된다. 가해학생에 취해지는 조치가 특별교육일 경우 그 학생의 보호자에게도 함께 교육을 받도록 의무화하는 규정으로, 이는 행복추구권에서 파생되는 일반적 행동자유권 침해 문제를 발생시킨다.

### 재심규정에 대한 판단
학교가 학생에 대해 불이익 조치를 할 경우 해당 학생의 학부모가 의견을 제시할 권리는 자녀교육권의 일환으로 보호된다.
가해학생에 대해 일정한 조치가 내려졌을 경우 그 조치가 적절하였는지 여부에 대해 의견을 제시 할 수 있는 권리 또한 그 연장선상에서 학부모의 자녀교육권의 내용에 포함된다. 학교의 학생교육이나 훈육방법과 관련하여 학부모의 관려를 제한하는 입법에는 광범위한 입법형성권이 부여된다.
전학과 퇴학 이외의 조치들에 대한 재심을 불허하는 것은 학교폭력으로 인한 가해학생과 피해학생 사이의 갈등 상황을 신속히 종결하여 관련 학생들의 보호와 치료, 선도, 교육을 조속히 시행함으로써 빠른 시일 안에 해당 학생 모두가 정상적으로 학교생활에 복귀할 수 있도록 하기 위함이다.
가해학생에 대한 조치가 이루어지기 전 학부모에게 의견 진술의 기회가 보장되어 있는 이상, 비록 퇴학과 전학을 제외한 다른 조치에 대해서 다시 그 적절성을 다툴 수 있는 재심이 제한된다고 하더라도 이것이 자녀교육권에 대한 지나친 제한이라고 보기는 어렵다.
학교폭력을 둘러싼 갈등 상황을 조기에 종결하여 신속하게 피해를 구제하고, 빠른 시일 안에 정상적인 학교생활로 복귀할 수 있도록 가벼운 사안의 경우에는 재심을 제한하는 것이 부득이하다. 행정소송이나 민사소송을 통해 사법적 구제를 받는 것이 가능하므로 재심의 제한이 가해학생측에 중대한 불이익을 초래하고 있다고 보기는 어렵다.
피해학생은 그 조치의 당사자가 아니므로 결과에 불만이 있더라도 직접 소송을 통한 권리 구제를 도모할 수 없다는 점에서 재심의 기회를 허용해야 할 필요성이 크다. 가해학생에 대해 퇴학과 전학의 경우에만 재심을 허용하는 것은 합리적인 이유가 있다.

## 참고 문헌
- 2013.10.24. 2012헌마832
- 정회철, 최근 5년 중요헌법판례 200, 윌비스,  2014.